# Associazione Calcio Mobilieri Ponsacco 1993-1994
Questa voce raccoglie le informazioni riguardanti l'Associazione Calcio Mobilieri Ponsacco nelle competizioni ufficiali della stagione 1993-1994.

## Rosa
| N. |                   | Ruolo | Calciatore             |
| -- | ----------------- | ----- | ---------------------- |
|    | Italia (bandiera) | C     | Massimo Barsotti       |
|    | Italia (bandiera) | D     | Maurizio Bertocchi     |
|    | Italia (bandiera) | A     | Massimiliano Bongiorni |
|    | Italia (bandiera) | D     | Fabio Cappuccio        |
|    | Italia (bandiera) | D     | Carlo Caramelli        |
|    | Italia (bandiera) | D     | Andrea Cipolli         |
|    | Italia (bandiera) | D     | Riccardo Contadini     |
|    | Italia (bandiera) | C     | Alessio Fabiano        |
|    | Italia (bandiera) | A     | Alessio Falleni        |
|    | Italia (bandiera) | C     | Alessandro Favilli     |
|    | Italia (bandiera) | A     | Alberto Francesconi    |
|    | Italia (bandiera) | P     | Massimiliano Franchi   |
|    | Italia (bandiera) | C     | Mirko Graziani         |
|    | Italia (bandiera) | A     | Giuliano Lotti         |

| N. |                   | Ruolo | Calciatore        |
| -- | ----------------- | ----- | ----------------- |
|    | Italia (bandiera) | D     | Stefano Macelloni |
|    | Italia (bandiera) | D     | Michele Magliano  |
|    | Italia (bandiera) | C     | Marco Magni       |
|    | Italia (bandiera) | C     | Simone Malvolti   |
|    | Italia (bandiera) | D     | Lorenzo Mattolini |
|    | Italia (bandiera) | C     | David Piccini     |
|    | Italia (bandiera) | P     | Riccardo Peruzzi  |
|    | Italia (bandiera) | A     | Enrico Riccio     |
|    | Italia (bandiera) | C     | Giuseppe Romeo    |
|    | Italia (bandiera) | C     | Antonio Statella  |
|    | Italia (bandiera) | D     | Federico Tolomei  |
|    | Italia (bandiera) | A     | Massimo Vivarelli |
|    | Italia (bandiera) | A     | Simone Zaffiri    |